# Dirphya argyrostigma
Dirphya argyrostigma là một loài bọ cánh cứng trong họ Cerambycidae.